# Nils König
Nils König, Nicolas Kenicius, född i Kalmar, död 23 april 1458 i Söderköping, Östergötland var biskop i Linköpings stift mellan 1441 och 1458.
Upprättade 1451 en utförlig stadga för Vadstena kloster och en förnyad 1455 i samband med en biskopsvisitation. År 1451 upprättade han också en stadga för Klostrets Syssloman. Klemming Band V.